# Kayseri Erciyesspor
El Kayseri Erciyesspor es un club deportivo de Turquía, de la ciudad de Kayseri. El equipo de fútbol juega en la TFF Primera División. Fue conocido como Kayserispor entre 1966 y 2004, donde cambió su nombre por Erciyesspor desde entonces. 

## Desastre de 1967
El Kayseri Erciyesspor se vio involucrado en el peor caso de violencia en la historia del fútbol turco, conocido como '1967 Kayseri stadium disaster' en donde 43 personas murieron y 300 resultaron heridas cuando el equipo era conocido como Kayserispor antes de la temporada 2004-2005. El partido se jugó el 17 de septiembre de 1967 ante sus vecinos del Sivasspor. Los aficionados del Sivasspor viajaron a la ciudad de Kayseri en 20 busetas, 40 automóviles y en tren. Disturbios menores e inquietudes fueron reportadas en la ciudad y los aficionados del Sivasspor fueron acusados por provocar actos de hooligans y vandalismo. El partido inició a las 4:00 p. m. ante 21,000 espectadores en el Kayseri Stadium, donde los problemas iniciaron en el minuto 20cuando Küçük Oktay anotó para el Kayserispor. Ante ello se reportó que los aficionados del  Sivasspor lanzaron piedras a los jugadores del Kayserispor. Como resultado del incidente, los aficionados del Kayserispor entraron en pánico y como resultado de la estampida provocada se perdieron 2 niños. Los aficionados del Kayserispor retaron a los del Sivasspor con piedras, palos y cuchillos. Los aficionados del Sivasspor huyeron, pero la salida de emergencia se descompuso y no se pudo abrir, causando una estampida donde 41 personas murieron y 300 resultaron heridas y sofocadas. Ambos equipos fueron suspendidos de llevar a sus aficionados a sus partidos por el resto de la temporada y no se les permitió jugar entre sí por 5 años. El desastre también causó la enemistad entre las ciudades de Kayseri y Sivas. Finalmente se encontraron en el Grupo 4 de la Tercera División en la temporada 1990-91 y la enemistad se convirtió en una rivalidad pacífica.

## Palmarés
- TFF Primera División: 1

2012/13

## Jugadores

### Plantilla 2014
- = Lesionado de larga duración
- = Capitán

## Participación en competiciones de la UEFA

### Copa de la UEFA
| Temporada | Ronda            | País   | Club             | Casa | Visita | Global |
| --------- | ---------------- | ------ | ---------------- | ---- | ------ | ------ |
| 2007-08   | Clasificatoria 1 | Israel | Maccabi Tel Aviv | 3–1  | 1-1    | 4-2    |
| 2007-08   | Clasificatoria 2 | España | Atlético Madrid  | 0–5  | 0-4    | 0-9    |